# Témnikov
Témnikov (mokxa: Темникав, Temnikav; erzya: Чополт ош, Čopolt oš; rus: Те́мников) és una ciutat de la República de Mordòvia, a Rússia, segons el cens del 2020 tenia 5.778 habitants.